# Uncinocythere clemsonella
Uncinocythere clemsonella är en kräftdjursart som först beskrevs av Crawford 1961.  Uncinocythere clemsonella ingår i släktet Uncinocythere och familjen Entocytheridae. Inga underarter finns listade i Catalogue of Life.